# Abdou Diallo
Abdou-Lakhad Diallo (* 4. Mai 1996 in Tours) ist ein senegalesisch-französischer Fußballspieler. Seit August 2023 steht er bei Al-Arabi in Katar unter Vertrag. Der ehemalige französische Juniorennationalspieler spielt seit 2021 für die senegalesische A-Nationalmannschaft.

## Karriere

### Verein
Der senegalesischstämmige Abwehrspieler Diallo begann mit dem Fußballspielen im Jahre 2002 beim Saint-Herblain OC. Über die Stationen Grand-Font FC, AS Angoulême Charente 92 (2005 in Angoulême Charente FC umbenannt) gelangte er schließlich im Jahre 2007 zum FC Tours. 2009 ging er zur US Chambray-lès-Tours und schloss sich im Juli 2011 der AS Monaco an, für die er 2014 seine ersten Spiele in der Ligue 1 machte. Die Saison 2015/16 verbrachte er leihweise in Belgien beim SV Zulte Waregem, kehrte zur Saison 2016/17 nach Monaco zurück und wurde mit der Mannschaft französischer Meister.
Im Juli 2017 wechselte er zum deutschen Bundesligisten 1. FSV Mainz 05. Am dritten Spieltag der Saison 2017/18 erzielte er seinen ersten Treffer für die Mainzer beim 3:1-Heimsieg gegen Bayer 04 Leverkusen. Sein Vertrag lief bis 2022.
Zur Saison 2018/19 wechselte Diallo zu Borussia Dortmund. Er unterschrieb einen Vertrag mit einer Laufzeit bis zum 30. Juni 2023. Ab Saisonbeginn gehörte der Verteidiger zur Stammformation und absolvierte wettbewerbsübergreifend 38 Einsätze (1 Tor) für den Verein. Am Saisonende holte er mit dem BVB die Vizemeisterschaft.
Zur Saison 2019/20 schloss sich Diallo Paris Saint-Germain an und erhielt er einen bis Juni 2024 laufenden Vertrag. Anfang August 2019 gewann er mit seinem neuen Verein den nationalen Supercup nach einem 2:1 über Pokalsieger Rennes. Im Folgejahr gewann er mit PSG die Meisterschaft, den Pokal und erneut den Supercup.
Im September 2022 wurde er für eine Spielzeit mit anschließender Kaufoption an RB Leipzig ausgeliehen. Leipzig zog die Kaufoption nicht.
Mitte August 2023 wechselte Diallo fest zu Al-Arabi nach Katar.

### Nationalmannschaft
Diallo war seit seinem ersten Spiel für die U16 im Jahre 2011 Auswahlspieler der französischen Jugend- und Juniorennationalmannschaften. Mit der U19 nahm er an der Europameisterschaft 2015 teil und schied mit der Mannschaft im Halbfinale aus. Er war Mannschaftskapitän der U21.
Im Jahr 2021 entschied er sich, künftig für die senegalesische Fußballnationalmannschaft zu spielen, und gab im März 2021 sein Debüt.

## Erfolge
AS Monaco
- Französischer Meister: 2017

Paris Saint-Germain
- Französischer Supercupsieger: 2019, 2020
- Französischer Meister: 2020
- Französischer Pokalsieger: 2020, 2021
- Französischer Ligapokalsieger: 2020

RasenBallsport Leipzig
- DFB-Pokal-Sieger: 2023

Nationalmannschaft
- Afrika-Cup-Sieger: 2022